# چشمه‌به‌سر
چشمه‌به‌سر (به ترکی آذربایجانی: Çeşməbasar) یک منطقهٔ مسکونی در جمهوری آذربایجان است که در شهرستان بابک واقع شده‌است. چشمه‌به‌سر ۹۰۹ نفر جمعیت دارد. به گفته اهالی محل شکل اصلی نام این روستا در قدیم چشمه‌سرا بوده‌است.